# ビデフォード (メイン州)
ビデフォード（英: Biddeford）は、アメリカ合衆国メイン州のヨーク郡にある都市。人口は2万2552人（2020年）で、郡内最多である。ソコーと双子都市を形成しており、市内にはビデフォード・プール、フォーチューンズ・ロックス、グラニット・ポイントなどリゾート地がある。市内にニューイングランド大学があり、また毎年ラ・カーメス仏米祭が開催されている。この地をヨーロッパ人がはじめて訪れたのは1616年のことであり（プリマス植民地が設立される4年前）、アメリカ国内でも最初期のヨーロッパ人入植地となった。
ビデフォードはポートランド都市圏に含まれる。

## 歴史

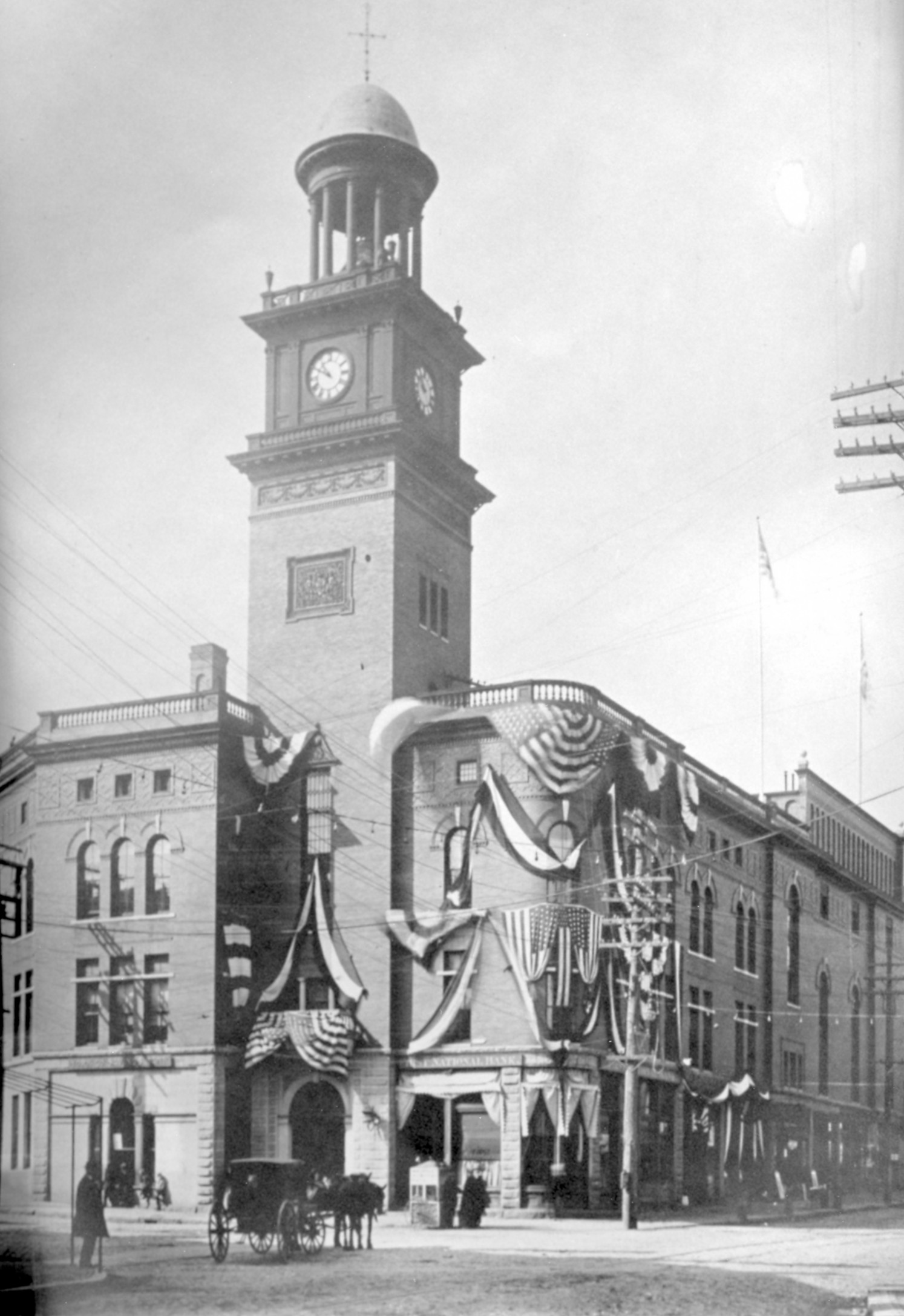
市役所、1855年頃

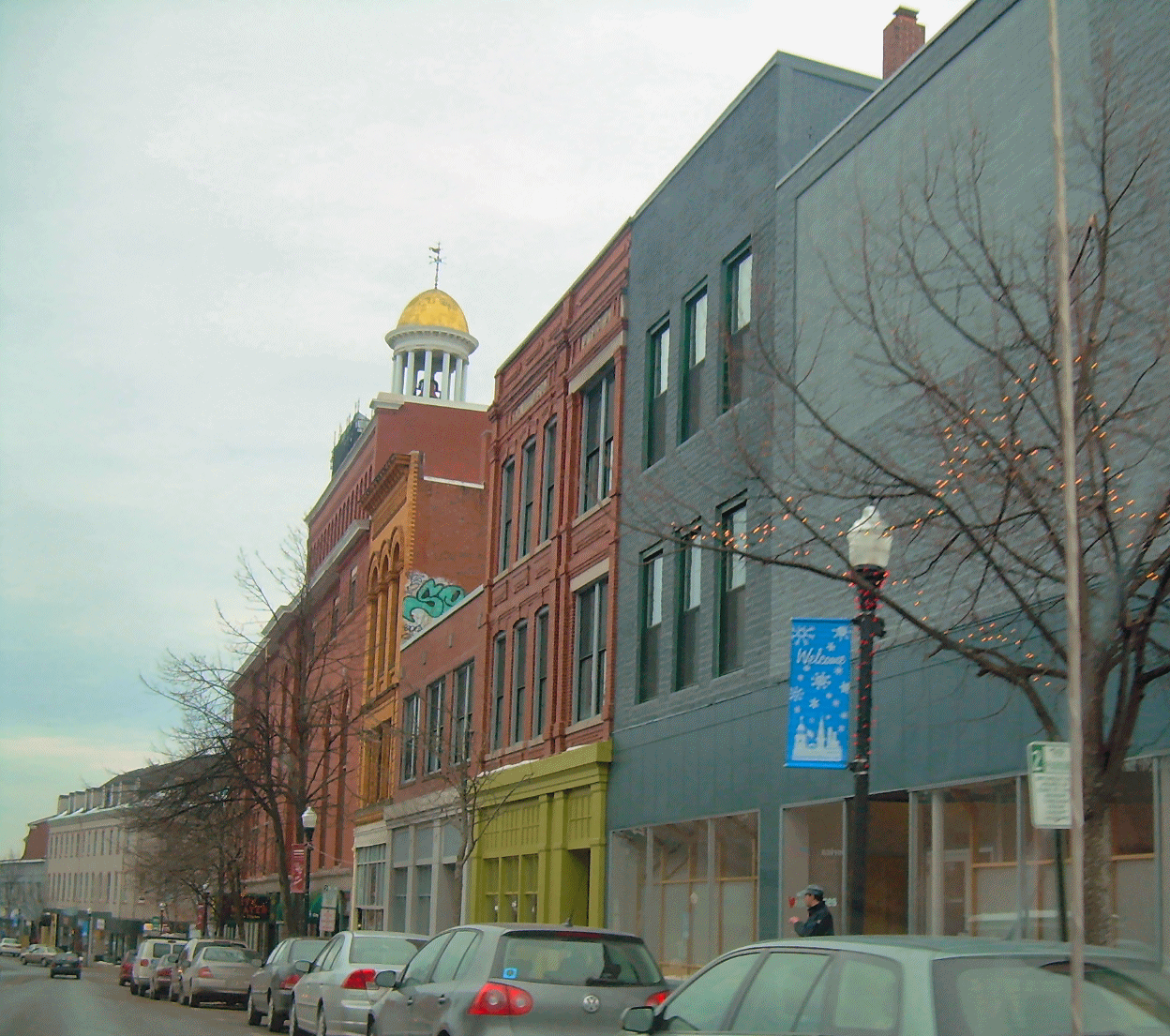
メインストリート

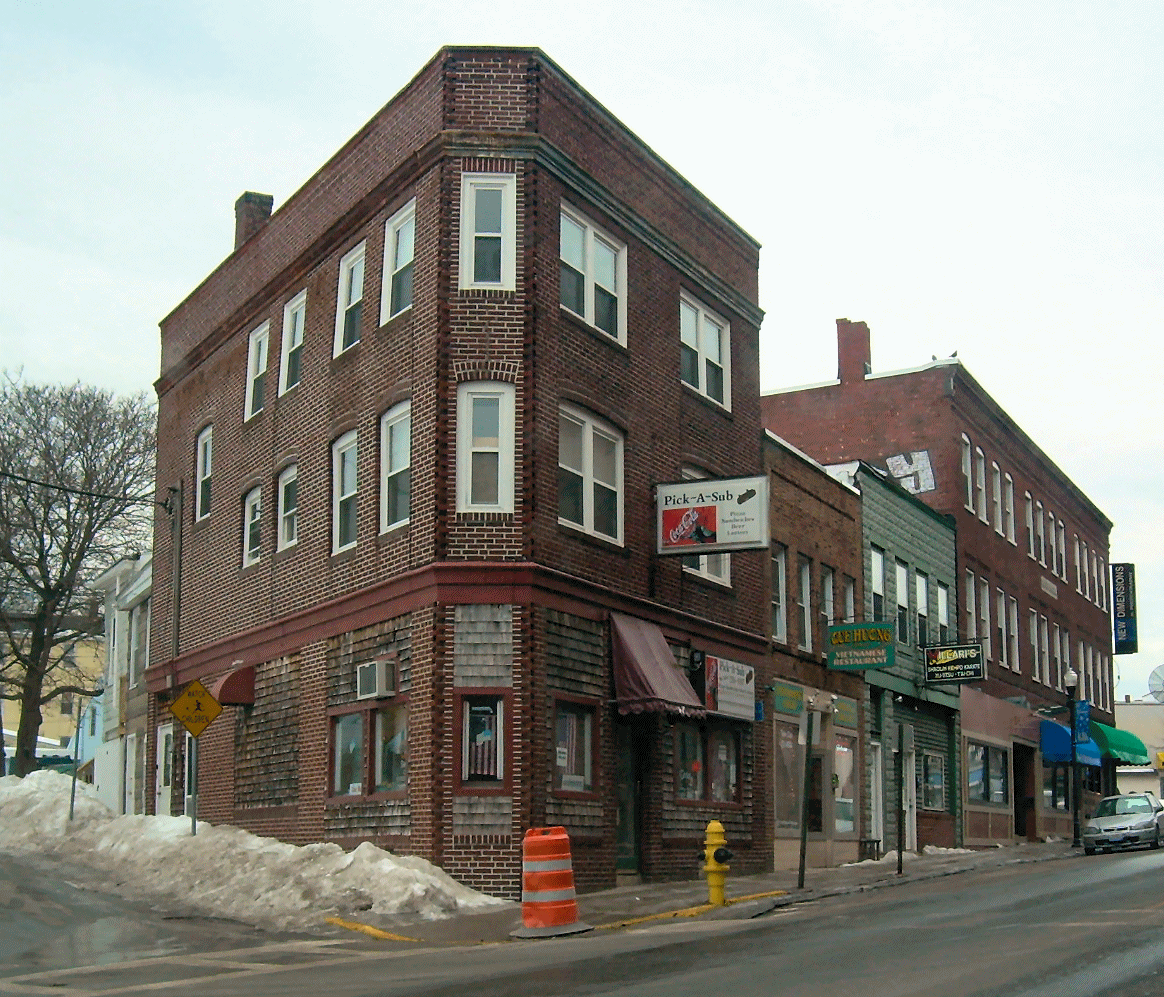
ローワーメインストリート

アベナキ族インディアンの主要な集落がペクオーケットの上流（現在のフライバーグ）にあり、昔はこの地域で猟や漁を行っていた。ビデフォードに最初に入植してきたヨーロッパ人は、1616年から1617年の冬にウィンターハーバーに入った医者のリチャード・バインズである、そこをビデフォード・プールと呼んだ。ヨーロッパ人が1616年に上陸したということは、マサチューセッツ州プリマス（約100マイル、160 km南）にメイフラワー号が到着し上陸した年よりもほぼ4年早かった。この事実はニューイングランドの伝承から見過ごされることが多い。1630年、プリマス会社がソコー川から南の土地をバインズ医師とジョン・オールダムに払い下げた。1653年、当時の町はソコー川の両岸を含んでおり、マサチューセッツ植民地議会により、ソコーとして法人化された。
1653年、ロジャー・スペンサーが最初の製材所建設の権利を認可された。木材と魚が町から出荷される主な商品になった。1659年、ボストンのウィリアム・フィリップス少佐が執政官となり、滝の所に駐屯地と製粉所を建設した。フィリップ王戦争の1675年、町はインディアンの攻撃を受けた。開拓者達は安全を求めてウィンターハーバーまで後退し、滝の上流にあった家や製材所は焼かれた。1693年、滝よりわずか下流に石造りの砦が建設されたが、1703年にはインディアンに占領され、開拓者11人が殺され、24人が捕虜になってカナダに連れて行かれた。1708年、ビデフォード・プール入口近くにメアリー砦が建設された。町は1718年にビデフォードとして再編された。その名前はイングランドのデヴォン州の町ビデフォード（綴りは異なる）から来ており、その町から開拓者が移民して来ていたからだった。1759年、ケベック市が陥落したことで、インディアンとの敵対関係が終わった。
1762年、川の北東にある地域がペパレルバラとして分離し、1805年にはソコーの町となった。ソコーに渡す最初の橋が1767年に架けられた。川には落差40フィート (12 m) の2段の滝があり、製粉所の動力になった。長靴や短靴を作る工場が設立された。発展途上の工場町には、製材所や製粉所に加えて、花崗岩の石切り場やレンガ工場もできた。1840年のラコニア・カンパニー、1850年のペパレル・カンパニーなど川岸沿いに繊維製造工場が建設された。ビデフォードは1855年に市として法人化された。
工場にはアイルランド人、アルバニア人、さらにはケベック植民地からのフランス系カナダ人移民の波が訪れた。繊維工場は1時期12,000人も雇用していたが、他の地域と同様に工業は長い衰退期に入った。工場用地を占領していた資産は売却され、住宅や新事業に再開発された。ソコー川を最後に筏流しが行われたのは1943年のことであり、製材業も1948年になくなった。ビデフォードの名前はマサチューセッツ州プロビンスダウンにあるピルグリム記念碑の頂部近くに、ニューイングランドにある他の古い都市や町の名前と共に彫り込まれている。

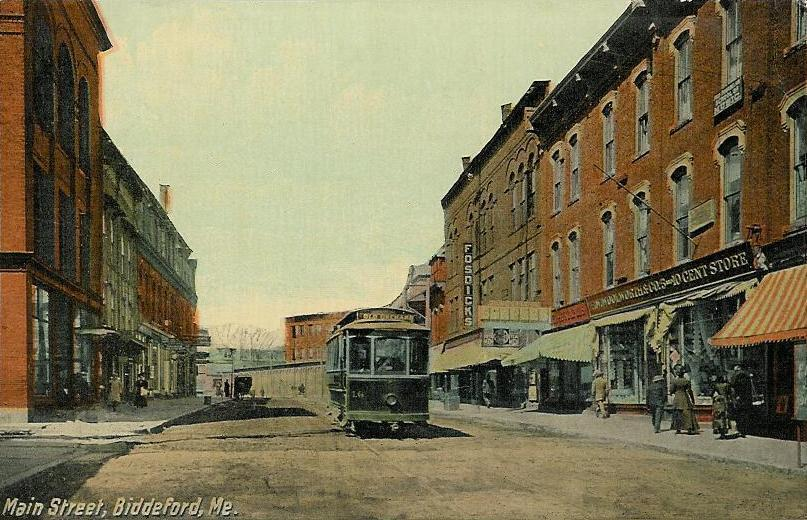
メインストリート、1908年頃
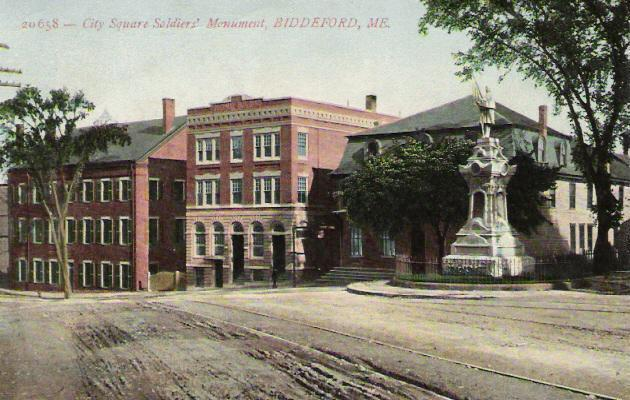
市民広場、1910年頃
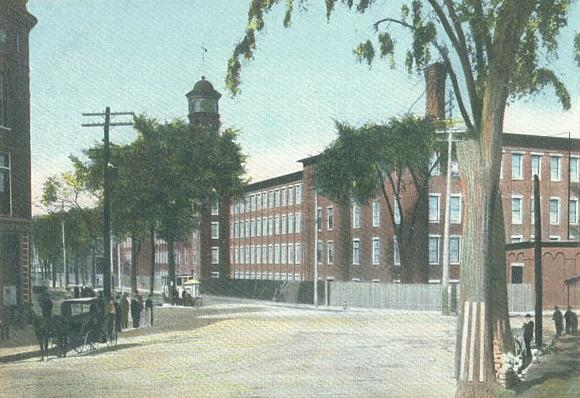
ペパレル・ミルズ、1906年頃
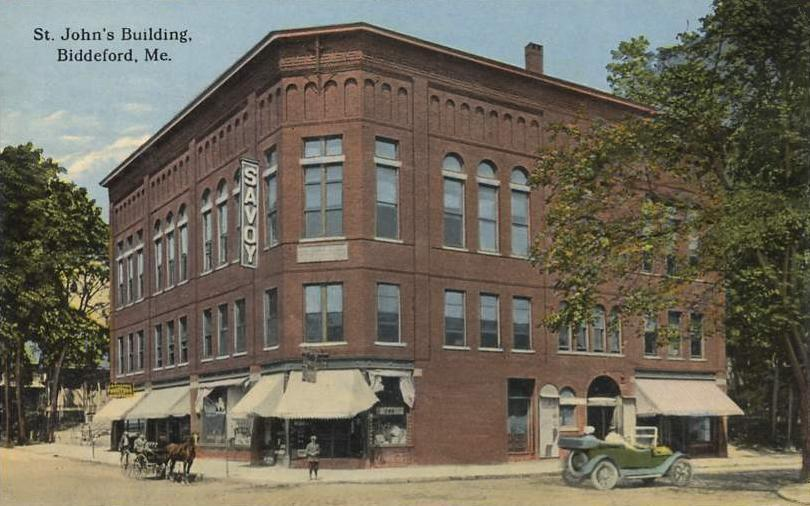
セントジョンズ・ビル、1914年頃
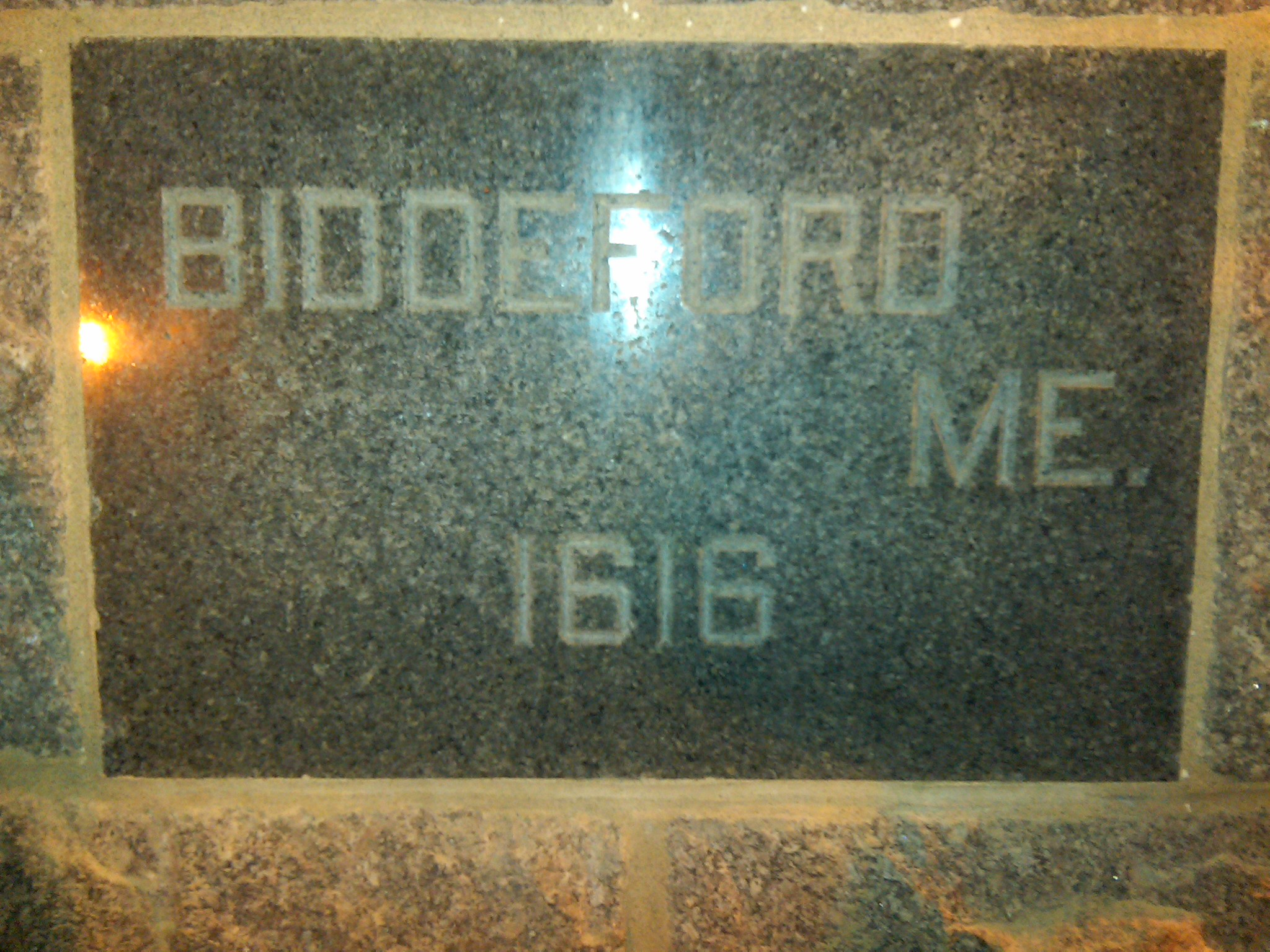
プロビンスダウンにあるピルグリム記念碑の銘板

## 地理

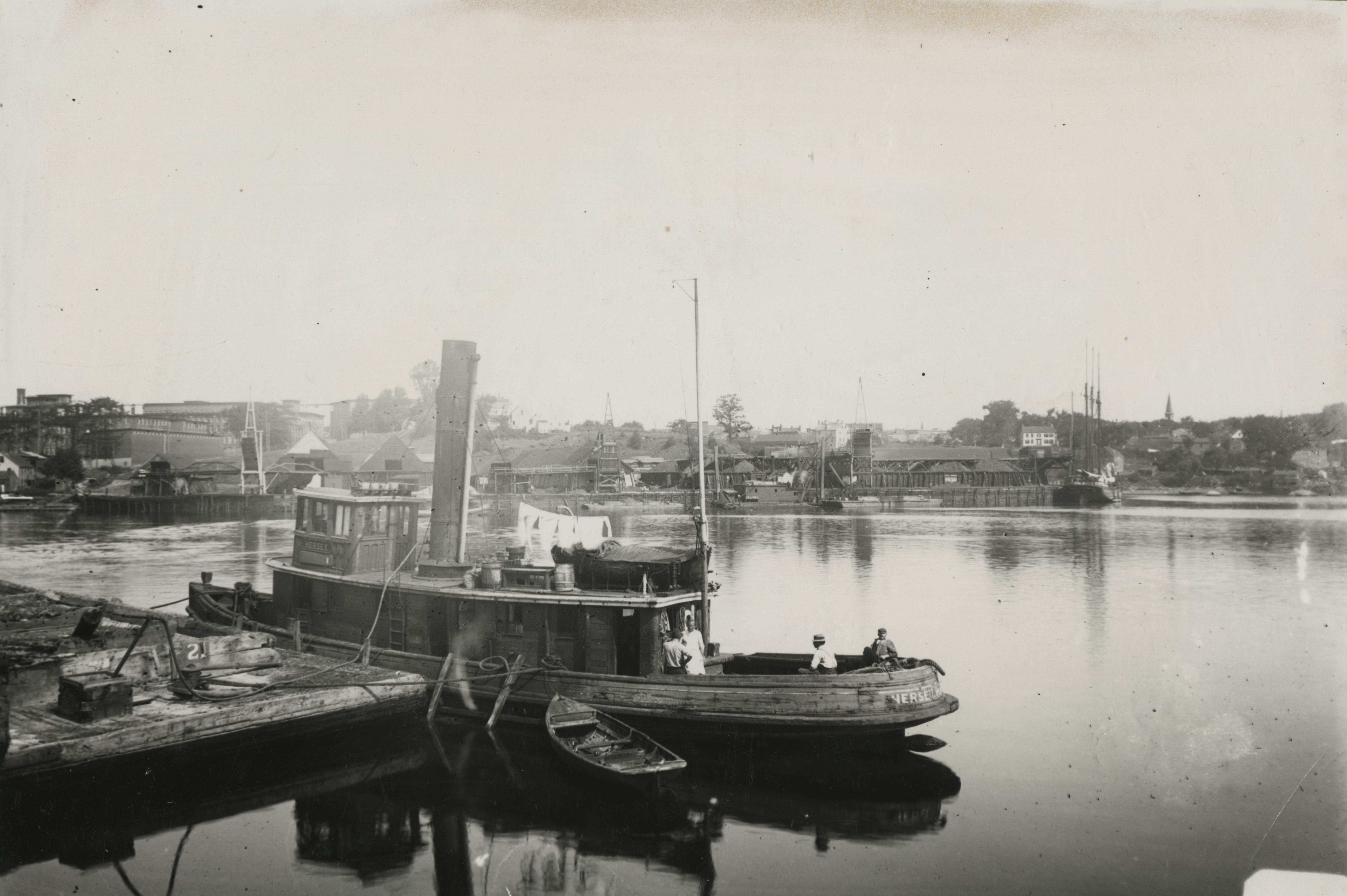
ブラグドンの桟橋に係留されたタグボート ハーシー、1912年

ビデフォード市は北緯43度28分27秒 西経70度26分46秒 / 北緯43.47417度 西経70.44611度 (43.474111, -70.446157)に位置している。
アメリカ合衆国国勢調査局に拠れば、市域全面積は59.08平方マイル (153.02  km2)であり、このうち陸地30.09平方マイル (77.93  km2)、水域は28.99平方マイル (75.08 km2)で水域率は49.07%である。メイン湾の一部であるソコー湾に接しており、リトル川とソコー川が市内を流れてメイン湾に注いでいる。市域は多様な地形があり、内陸のうねりのある丘陵から、都心部、さらに海岸の郊外部となっている。
市内を州間高速道路95号線、アメリカ国道1号線が通り、さらにメイン州道5号線、9号線、111号線、208号線が走っている。北はソコー市、東は大西洋、西はデイトンとライマン、南はケネバンクポートとアランデルの町に接している。リトル川はビデフォードとケネバンクポートのグースロックす地区との境の一部をなし、ビデフォードの最も南にあるグラニット・ポイント地域に流れる。イースト・ポイントはビデフォード・プールの半島にあり、ヨーク郡では最東端にあたる。
ビデフォード市域の最南端であるティンバー島がリトル川河口のグースフェア湾にあり、干潮のときにはケネバンクポートのグースロックス海浜から渡ることができる。この島と隣接するティンバー・ポイントの大半は、2011年12月にレイチェル・カーソン国定野生生物保護区に指定された。
ビデフォード市はソコー川にほぼ15マイル (24 km) 接している。大西洋岸にはヒルズビーチ、ビデフォード・プール、フォーチューンズ・ロックス、グラニット・ポイントの地区がある。ビデフォード・プールの沖合1マイル (1.6 km) のウッドアイランドにはウッドアイランド灯台がある。
メイン州は概して、政治的にも通常の話の中でもニューイングランド北部の一部と見られているが、ビデフォードの場合は地形的にニューイングランドの中央部の延長と見られている。
ビデフォードから主要都市までの距離
- メイン州ポートランド: 15 マイル (24 km)
- ニューハンプシャー州ポーツマス: 30 マイル (48 km)
- マサチューセッツ州ソールズベリー: 48 マイル (77 km)
- マサチューセッツ州リン: 76 マイル (123 km)
- ニューハンプシャー州マンチェスター: 78 マイル (125 km)
- マサチューセッツ州ボストン: 85 マイル (140 km)
- マサチューセッツ州ウースター: 120 マイル (200 km)
- ロードアイランド州プロビデンス: 147 マイル (237 km)
- メイン州バンゴー: 150 マイル (242 km)
- コネチカット州ハートフォード: 187 マイル (301 km)
- コネチカット州スタンフォード: 255 マイル (410 km)
- ニューヨーク市: 285 マイル (459 km)
- メイン州フォートケント: 330 マイル (531 km)
- ケベック州モントリオール: 335 マイル (540 km)
- メリーランド州ボルチモア: 490 マイル (791 km)

### 気候
ビデフォードの気候は季節による温度差が大きいのが特徴であり、暖かいか暑い（湿気ていることが多い）夏と、寒い（ときには厳寒となる）冬がある。ケッペンの気候区分では湿潤大陸性気候にある。略号ではDfbである。

## 人口動態

### 2010年国勢調査
以下は2010年国勢調査による人口統計データである。
| 基礎データ - 人口: 21,277 人 - 世帯数: 8,598 世帯 - 家族数: 4,972 家族 - 人口密度: 273.0人/km2（707.1 人/mi2） - 住居数: 10,064 軒 - 住居密度: 129.2軒/km2（334.5 軒/mi2） 人種別人口構成 - 白人: 94.8% - アフリカン・アメリカン: 1.0% - ネイティブ・アメリカン: 0.5% - アジア人: 1.7% - その他の人種: 0.4% - 混血: 1.6% - ヒスパニック・ラテン系: 1.7% | 年齢別人口構成 - 18歳未満: 18.7% - 18-24歳: 15.4% - 25-44歳: 24.3% - 45-64歳: 26.1% - 65歳以上: 15.3% - 年齢の中央値: 38歳 - 性比（女性100人あたり男性の人口） - 総人口: 90.5 世帯と家族（対世帯数） - 18歳未満の子供がいる: 27.3% - 結婚・同居している夫婦: 40.4% - 未婚・離婚・死別女性が世帯主: 12.3% - 非家族世帯: 42.2% - 単身世帯: 30.0% - 65歳以上の老人1人暮らし: 11.1% - 平均構成人数 - 世帯: 2.30人 - 家族: 2.84人 |

### 2000年国勢調査
以下は2000年国勢調査による人口統計データである。
| 基礎データ - 人口: 20,942 人 - 世帯数: 8,636 世帯 - 家族数: 5,259 家族 - 人口密度: 269.4人/km2（697.8 人/mi2） - 住居数: 9,631 軒 - 住居密度: 123.9軒/km2（320.9 軒/mi2） 人種別人口構成 - 白人: 96.65% - アフリカン・アメリカン: 0.64% - ネイティブ・アメリカン: 0.40% - アジア人: 0.99% - 太平洋諸島系: 0.03% - その他の人種: 0.18% - 混血: 1.12% - ヒスパニック・ラテン系: 0.65% | 年齢別人口構成 - 18歳未満: 22.1% - 18-24歳: 11.1% - 25-44歳: 29.5% - 45-64歳: 21.8% - 65歳以上: 15.5% - 年齢の中央値: 36歳 - 性比（女性100人あたり男性の人口） - 総人口: 88.2 - 18歳以上: 84.4 世帯と家族（対世帯数） - 18歳未満の子供がいる: 28.4% - 結婚・同居している夫婦: 44.4% - 未婚・離婚・死別女性が世帯主: 12.2% - 非家族世帯: 39.1% - 単身世帯: 29.7% - 65歳以上の老人1人暮らし: 11.1% - 平均構成人数 - 世帯: 2.32人 - 家族: 2.88人 | 収入と家計 - 収入の中央値 - 世帯: 37,164米ドル - 家族: 44,109米ドル - 性別 - 男性: 32,008米ドル - 女性: 24,715米ドル - 人口1人あたり収入: 18,214米ドル - 貧困線以下 - 対人口: 13.8% - 対家族数: 8.6% - 18歳未満: 19.8% - 65歳以上: 10.3% |

## 経済
ビデフォードはニューハンプシャー州とマサチューセッツ州北部の海岸地域に近いことから、急速に成長する商業中心の1つになっている。近年州道11号線回廊沿いに商店街が発展してきた。2006年後半、ショップス・アット・ビデフォード・クロッシングと呼ばれる床面積50万平方フィート (46,000 m2) のショッピングセンターがオープンした。20の店舗と5つのレストランが入っている。
近年は中心街を再開発することに興味が集まり、古い工場用地に新生を吹き込んでいる。ノース・ダム・ミルはこの動きの1例であり、小売店、アートスタジオ、文化行事、大規模住宅にスペースを提供している。
市内にはサザン・メイン・ヘルスケアやニューイングランド大学など大型の施設機関がある。ニューイングランド大学はメイン州唯一の医学校であるニューイングランド大学整骨療法カレッジを含み、海岸沿いにあって急成長している大学である。その他公共海浜、アイスアリーナ、フルサービスのYMCA、近年「全国優等学校」に認定された学校など、幅広い分野の施設もある。

## 文化

### 観光
ビデフォード市中心街には、マッカーサー公共図書館とビデフォード市劇場がある。アメリカ合衆国国家歴史登録財に指定される多くの建物や2つの歴史地区がある。メインストリート歴史地区が、2009年12月24日に登録された最新のものである。その他中心街にある国家歴史登録財に登録されたものとして、ビデフォード＝ソコー・ミルズ歴史地区、ビデフォード市役所、ダドリー・ブロックとアメリカ合衆国郵便局がある。中心街以外とビデフォード・プール地域の登録財は、ジョン・ター邸、ファースト・パリッシュ集会所、フレッチャーズネック救命ステーション、ジェイムズ・モンゴメリー・フラッグハウスがある。

## インフラ

### 交通
ビデフォードは、現在は無くなったニューイングランド州間高速道路11号線の東端にある。西はバーモント州マンチェスターが終点である。州道111号線がビデフォード市の幹線道であり、旧11号線の跡になっている。ビデフォード市民空港は市中心事業地区から南に2マイル (3 km) にある。

### 郵便
市域内に郵便局が3つあり、郵便番号は04005、04006、04007になっている。

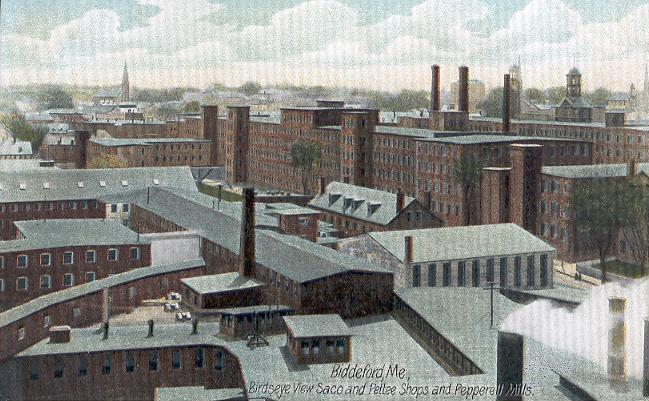
ソコーとペティのマシンショップとペパレル・ミル、1906年頃

## 大衆文化の中で
クランベリー・プロダクションが開発した2009年のPCアドベンチャーゲーム「ブラック・ミラーII」の最初の部分はビデフォードが舞台になっていた。

## 見どころ
- ビデフォード歴史協会
- ヨーク郡仏米系譜学会
- 私立芸能劇場
- ラ・カーメス仏米祭
- ハート・オブ・ビデフォード
- ビデフォード商工会議所